# قائمة مواقع التراث العالمي في إريتريا

في إريتريا، لاتوجد مواقع مدرجة على لا لائحة التراث العالمي. اعتبارا من عام 2010، رشحت إريتريا موقعاً واحداً لإدراجه في قائمة التراث الثقافي العالمي.

## الموقع المرشح
| في المنطقة 1 | الصورة | الإسم                                            | المكان                    | تاريخ التشييد    | تاريخ الترشيح | رقم الترشيح |
| ------------ | ------ | ------------------------------------------------ | ------------------------- | ---------------- | ------------- | ----------- |
|              |        | المحيط التاريخي لأسمرة وهندسته المعمارية الحدثية | المنطقة المركزية (إرتريا) | القرن الثاني عشر | 2005          | № 2024      |